# Rocky III
Rocky III je americký sportovní film z roku 1982, druhé pokračování filmové série Rocky, navazující na snímky Rocky, Rocky II a následovaný filmem Rocky IV. Scénář napsal a film sám režíroval hlavní představitel Rockyho Balboa Sylvester Stallone.
Děj se odehrává poté, co Rocky Balboa získává titul šampióna těžké váhy v boxu. Následně vyhrává několik „papírových“ zápasů, tedy zápasů s jasně slabšími protivníky, aby udržel titul. Sám Rocky o tom neví do doby, než se objeví nový soupeř James „Clubber“ Lang (Mr. T).

## Příběh
Poražením Apollo Creeda se Rocky Balboa stává novým šampiónem v těžké váze boxu. Užívá si slávy i přísunu peněz a odehrává řadu dalších zápasů. Jenom jeho trenér a manažer v jednom – Mickey ví, že desítka soupeřů, které Rocky porazil jako šampión, nebyla z těch nejsilnějších.
Všechny Rockyho zápasy, včetně strhující exhibice boxersko-wrestlingového zápasu s Thunderlipsem (Hulk Hogan) sleduje v tichosti boxer James „Clubber“ Lang (Mr. T), který svůj život zasvětil výhradně boxu a ničemu jinému. Při odhalení sochy Rockyho před Filadelfským muzeem umění vystupuje Clubber z davu a přímo vyzývá šampióna, aby se utkal také s ním.
Rocky je pro zápas, ale jeho trenér Mickey mu sděluje, že na Clubbera nemá a že předchozích 10 soupeřů byla jiná kategorie. Rocky je přesto rozhodnut zápas uskutečnit. Trénink však od samého začátku bere na lehkou váhu. V tělocvičně je více novinářů, než by se Mickeymu líbilo a přemlouvá Rockyho, aby šli do staré tělocvičny.
Před samým začátkem zápasu se Rockyho tým zaplete do potyčky s týmem Clubbera. Oba jsou od sebe odtrženi, ale Mickey dostává srdeční infarkt, což Rocky neví. Balboa je v ringu bez podpory Mickeyho jako tělo bez duše a po pár kolech zápas prohrává K.O. Když dorazí do šatny, Mickey právě umírá.
Rocky přišel nejen o titul, ale především o svého trenéra, manažera a přítele v jedné osobě. Situace vypadá beznadějně do doby, než se objevuje bývalý Rockyho soupeř Apollo Creed. Ten mu nabídne, že pomůže Rockymu získat zpět alespoň titul mistra těžké váhy. Rocky se vydává s Adrianou a Pauliem za Creedem do Los Angeles, do chudé čtvrti, kde Creed začínal jako boxer a podstupuje náročný trénink. Zpočátku je Rocky stále duší mimo, ale když mu Creed i Adriana promluví do duše, dává se do tréninku naplno. Creed Rockyho učí především rychlosti ve které Apollo vynikal.
Clubber s odvetným zápasem souhlasí s tím, že Rockyho porazí kdykoliv. Odveta se má uskutečnit v Madison Square Garden v New Yorku. Od samého začátku zápasu je vidět, že Balboa převzal značnou část Creedova stylu boxu, disponuje neuvěřitelně rychlou prací nohou a po ringu se pohybuje podstatně rychleji než Clubber, který má tvrdší ránu.
Po 3. kole Rocky změní taktiku. Jde blíže k Langovi a okatě jej provokuje. Nechává si uštědřit několik ran, ale vždy se rychle zvedá, aby ze sebe znovu udělal Clubberův terč. Ani Apollo, ani Paulie moc dobře nechápou, co to Rocky provádí. Záhy se však ukazuje, že tato strategie na Clubbera zabrala. Ten začíná být čím dál víc vyčerpaný a stále rychlý Balboa jej posílá k zemi.
Rocky tak získal zpět titul mistra těžké váhy. Po zápase jej Creed odvádí do Mickeyho staré tělocvičny, protože mu Rocky slíbil splnění jednoho přání, když jej Creed vytrénuje tak, aby porazil Langa. Rocky celou dobu netuší, co bude Apollo chtít. Ten si chce zopakovat zápas z filmu Rocky II, kde byl Rockym poražen a tak si spolu dávají cvičně jeden souboj.

## Obsazení
| Sylvester Stallone | Rocky Balboa                                                             |
| Talia Shire        | Adriana Balboa – Rockyho žena                                            |
| Burt Young         | Paulie Pennino – Adrianin bratr                                          |
| Carl Weathers      | Apollo Creed – bývalý šampión a nově trenér Rockyho                      |
| Burgess Meredith   | Mickey Goldmill – Rockyho trenér a manažer                               |
| Mr. T              | James „Clubber“ Lang – Boxer usilující o titul mistra těžké váhy         |
| Hulk Hogan         | Thunderlips – Mistr wrestlingu sehrávající exhibiční zápas proti Rockymu |

## Hudba
Soundtrack k filmu opět složil Bill Conti, který původně komponoval hudbu i pro filmy Rocky, Rocky II a následně také pro V a Rocky Balboa.